# Pierre Corneille
Pierre Corneille (Rouen, 6 de juny de 1606 - París, 1 d'octubre de 1684), dramaturg francès. És considerat un dels més importants dramaturgs francesos del segle xvii, junt amb Molière i Racine. La riquesa i diversitat de la seva obra reflecteixen els valors i els grans interrogants de la seva època.
Provinent d'una família de la burgesia tèxtil, Pierre Corneille, després d'estudiar dret, va treballar com a advocat a Rouen mentre es dedicava a la literatura, com molts llicenciats en dret del seu temps. Primer va escriure comèdies com Mélite, La Place Royale, i tragicomèdies com La il·lusió còmica (1636), Clitandre (c. 1630); i el 1637, El Cid, que va ser un triomf, malgrat les crítiques dels seus rivals i teòrics. També havia produït una tragèdia mitològica (Médée) ja el 1634-35, però no va ser fins al 1640 que va iniciar el camí de la tragèdia històrica —va ser l'últim dels poetes dramàtics de la seva generació a fer-ho —, donant així allò que la posteritat va considerar les seves obres mestres: Horaci, Cinna, Polieucte, Rodogune, Heracli i Nicomedes.
Decebut per la recepció de Pertaritq (1652, durant els problemes de la Fronda), quan l'inici de la seva traducció de La imitació de Jesucrist gaudia d'un èxit de llibreria extraordinari, va decidir abandonar l'escriptura teatral i acabar progressivament la traducció de La imitació. Alguns col·legues seus, assenyalant al seu torn que la Fronda havia provocat un rebuig a la tragèdia històrica i política, de manera similar van deixar d'escriure tragèdies o es van concentrar en el gènere de la comèdia. Temptat ja el 1656 de tornar al teatre amb una tragèdia de gran espectacle que li havia encarregat un noble normand (La Conquête de la Toison d'or, creada a París sis anys després, va ser un dels majors èxits del segle), va ocupar els anys següents a corregir tot el seu teatre per publicar-ne una nova edició acompanyada de discursos crítics i teòrics. Va cedir fàcilment el 1658 a la invitació del superintendent Nicolas Fouquet i va tornar al teatre a principis de 1659 proposant una reescriptura del tema clau de la tragèdia, Èdip. Aquesta obra va tenir molt bona acollida i Corneille va tenir llavors una sèrie d'èxits durant uns anys, però el favor creixent de les tragèdies en què dominava l'expressió del sentiment amorós (de Philippe Quinault, del seu mateix germà Thomas, i finalment de Jean Racine) va relegar les seves creacions. Va deixar d'escriure després de l'èxit mixt de Suréna el 1674. La tradició biogràfica dels segles XVIII i XIX va imaginar un Corneille lluitant amb dificultats materials durant els seus últims anys, però totes les obres de la segona meitat del segle XX revelen que aquest no en va ser el cas i que Corneille va acabar la seva vida amb comoditat.
La seva obra, 32 peces en total, és variada: al costat de comèdies properes a l'estètica barroca, plenes d'invenció teatral com La il·lusió còmica, Pierre Corneille va saber donar un nou poder emocional i reflexiu a la tragèdia moderna, apareguda a França a mitjans del XVII. Lluitant amb l'establiment de les regles del teatre clàssic, va deixar la seva empremta en el gènere a través de les altes figures que va crear: ànimes fortes enfrontades a opcions morals fonamentals (el famós dilema cornelià) com el Cid, que ha de triar entre l'amor i l'honor familiar; August, que prefereix la clemència a la venjança, o Polieucte, situat entre l'amor humà i l'amor de Déu. Si les figures de joves plenes de passió (el Cid, el jove Horaci) s'associen a figures de pares nobles (Don Diègue o el vell Horaci), les figures masculines no haurien de tapar els personatges femenins vibrants de sentiments com Ximena Díaz en El Cid, Camille en Horaci o Cleòpatra, reina de Síria, en Rodogune. També marcat per la força d'un vers alexandrí rítmic que dona peces famoses per la valentia (monòleg de Don Diègue en El Cid, imprecacions de Camille en Horaci) i la força de les màximes en certes lletres («Per conquerir sense perill, triomfem sense glòria», El Cid, II, 2 - «Renuncia al temps, a la teva valentia i al teu rei», darrera línia d'El Cid - «Soc amo de mi mateix com de l'univers», Cinna, V, 3 - «Déu no vol un cor on domini el món» Polieucte, I, 1).
El teatre de Pierre Corneille es fa així ressò dels punts d'inflexió del Gran Siècle, els valors del qual reflecteix també, com l'honor i les grans qüestions, sobre el poder per exemple (el context de la mort de Richelieu i Lluís XIII de França), la qüestió de la civilitat en La mort de Pompeu (1643), o la lluita pel tron en Nicomedes (1651, en el context de la Fronda). Actualment, és un dels autors més representats i, a més, un dels referents de la literatura universal.

## Biografia
Pierre Corneille era el gran de sis germans (un d'ells, Thomas, també va ser dramaturg). Pertanyia a una família de magistrats de Rouen, i ell també va iniciar estudis de dret. L'any 1629, un desengany amorós el va portar a escriure els seus primers versos per passar posteriorment a la seua primera comèdia, Melita, que va ser estrenada a París el mateix any per la companyia de Mondory i Le Noir.
Amb aquesta i les seues següents obres (Clitandre, La viuda, La galeria del palau, La següent, La plaça Reial, Medea i La il·lusió còmica), Corneille va crear un nou estil teatral, en què els sentiments tràgics es manifesten a escena en el context d'un univers plausible, el de la societat contemporània.
Corneille, autor oficial per nomenament del cardenal Richelieu, va trencar amb el seu "estatus" de poeta del règim i amb la política controvertida del cardenal, per escriure obres que exalten els sentiments de noblesa (El Cid), que recorden que els polítics no estan per damunt de les lleis (Horaci), o que presenten un monarca que tracta de recuperar el poder sense exercir la repressió (Cinna).
L'any 1647 va ser elegit com a membre de l'Acadèmia Francesa, i ocupà la butaca número 14 fins a la mort, quan el va succeir el seu germà Thomas.
Després de la mort de Richelieu, entre els anys 1643 i 1651, i durant el període de la Guerra de la Fronda, la crisi d'identitat que pateix França es reflecteix en l'obra de Corneille: arranja comptes amb Richelieu en La mort de Pompeu; escriu Rodugone, una tragèdia sobre la guerra civil, i desenvolupa el tema del rei ocult en Héraclius, El senyor Sanç d'Aragó i Andròmeda, interrogant-se sobre la naturalesa mateixa del rei, subordinat a les vicissituds de la història, fent així que aquest guanyi en humanitat. Va ser precisament la maquinària necessària per a la posada en escena d'Andròmeda, presentada com la seva obra mestra, la que va justificar la construcció del Teatre de Petit-Bourbon l'any 1650.
A partir de 1650, les seues obres coneixen èxits menors, i després del fracàs de Pertharite, Corneille va deixar d'escriure durant uns anys.
L'estel ascendent del teatre francès era ara Jean Racine, en les obres del qual les intrigues prevalen sobre els sentiments i els personatges són menys heroics i més humans. Però el vell poeta no s'hi va resignar i va renovar el teatre amb la tragèdia Èdip.
Corneille va continuar innovant el teatre francès fins a la seva mort. Va provar fortuna amb el teatre musical (Agésilas, Psyché). També va abordar el tema de la renúncia, mitjançant la incompatibilitat del càrrec reial amb el dret a la felicitat (Sertorius, Suréna). La comparació amb Racine es va girar en contra seva, ja que ambdós autors van crear quasi simultàniament sengles obres sobre el mateix tema, Corneille Titus i Berenice i Racine Berenice.
Al final de la seva vida, la seva situació econòmica era tan dolenta que el mateix Boileau va sol·licitar per a ell una pensió reial, que Lluís XIV li va concedir. Corneille es va morir a París l'1 d'octubre de 1684.
L'extensió i riquesa de la seva obra ha fet que a França es desenvolupi l'adjectiu cornelià, el significat del qual és avui dia bastant ampli, ja que significa al mateix temps la voluntat i l'heroisme, la força i la densitat literària, la grandesa d'ànima i la integritat, i una oposició irreductible en els punts de vista.

## Obres
- Mélite, edició de 1633
- La Place royale, edició de 1637
- L'Illusion comique, edició de 1639
- Le Cid, edició de 1637
- Cinna, edició de 1643
- Sophonisbe, edició de 1663

* Mélite, ou les fausses lettres (1630)
- Clitandre o la Innocència perseguida (1631)
- La viuda (1632)
- La galeria del palau (1633)
- La criada (1634)
- La Place Royale, ou l'Amoureux extravagant (1634)
- Medea (1635)
- La il·lusió còmica (1636)
- El Cid (1636)
- Horaci (1640)
- Cinna o la clemència d'August (1641)
- Polieucte (1643)
- La mort de Pompeu (1644)
- El mentider (1644)
- Rodoguna (1644)
- Théodore (1646)
- Héraclius (1647)
- Andròmeda (1650), obra a la qual posà música Julien Tiersot
- El senyor Sanç d'Aragó (1650)
- Nicomedes (1651)
- Pertharite (1652)
- Èdip (1659)
- Sertori (1662)
- Sophonisbe (1663)
- Otó (1664)
- Agésilas (1666)
- Àtila (1667)
- Titus i Berenice (1670)
- Psique (1671)
- Pulquèria (1672)
- Surena (1674)

## Llegat
El dramaturg, autor i filòsof Voltaire va crear, amb el suport de l'Acadèmia Francesa, un conjunt comentat de dotze volums de les obres dramàtiques de Corneille, els Commentaires sur Corneille. Va ser l'obra més gran de crítica literària de Voltaire. La proposta de Voltaire a l'Acadèmia descriu que Corneille va fer per la llengua francesa el que Homer havia fet pel grec: mostrar al món que podria ser un mitjà per a un gran art. Voltaire es va veure impulsat a defensar la literatura clàssica francesa davant les influències estrangeres cada cop més populars com William Shakespeare. Això queda reflectit en la primera edició dels Commentaires, publicada el 1764, que se centrava en les millors obres de Corneille i tenia crítiques relativament silenciades. En la segona edició, publicada deu anys més tard, Voltaire havia arribat a una valoració més negativa de Corneille i a una visió més ferma sobre la necessitat de la crítica objectiva. Va afegir-hi cinc-centes notes crítiques, cobrint més obres i prenent un to més negatiu. Les opinions dels crítics sobre Corneille ja estaven molt polaritzades. La intervenció de Voltaire va agusar encara més el debat i alguns crítics van veure les seves crítiques pedants i motivades per l'enveja. Al segle xix, l'opinió es va girar en contra de Voltaire. Napoleó va expressar una preferència per Corneille sobre Voltaire, recuperant la reputació del primer com a dramaturg mentre en disminuïa la del segon.
A l'episodi 31 de la sèrie de conferències de vídeo de 1989, "La tradició occidental", el professor de la UCLA Eugen Weber ofereix més comentaris sobre l'obra de Corneille:
| « | Però recordeu que les obres de Corneille anaven dirigides a una aristocràcia que no podia ser tocada amb sermons moralitzants ni amb sentimentalisme. Així que els va tocar mostrant la grandesa de l'autodisciplina i l'abnegació, de no fer el que vols, sinó el que has de fer. I tingueu en compte que Corneille no va dir, com ho faria un cristià, que fer el teu deure et fa bé, va dir que fer el teu deure et fa gran. Quan Corneille va presentar la lluita entre la passió i el deure, no era un invent nou. El que era nou en Corneille era que mostrava una passió legítima oposada a una altra passió igualment legítima. Era important elevar el debat d'un concurs entre la correcció i el mal en un concurs entre dos drets. Perquè un senyor que es barallava no podia admetre que s'havia equivocat, però si comencessis estipulant que els seus motius eren honorables, almenys s'aturaria a considerar el teu argument, que és el que va aconseguir Corneille en elevar el debat a un nivell superior. I les persones del segle XVII que estimaven les seves històries d'aventures van sentir vagament que hi estaven entrant en alguna cosa que abans no havien sabut del tot. I tenien raó. No l'havien conegut abans per la simple raó que s'havia estrenat amb els grecs. El pensament romà era massa legalista, el pensament cristià era massa simplista per tolerar la idea que hi podien haver dos drets, que hi podien haver dues parts en un conflicte. Aquesta és una visió molt sofisticada i només és apta per a ments molt sofisticades. I la petita minoria de la societat del segle XVII que llegia Corneille, que veia les obres de Corneille, no era gaire sofisticada, però almenys començava a intentar-ho | » |